# 小行星3700
小行星3700（3700 Geowilliams）是一颗绕太阳运转的小行星，为主小行星带小行星。该小行星于1984年10月23日发现。

## 轨道参数
小行星3700的轨道半长轴为2.4141425 UA，离心率为0.227。